# Puchar Pokoju i Przyjaźni
Puchar Pokoju i Przyjaźni, także Puchar Przyjaźni Krajów Socjalistycznych – powołany przez Polski Związek Motorowy coroczny cykl wyścigów samochodowych, odbywający się wśród kierowców państw socjalistycznych. Organizowany w latach 1963–1990, początkowo wyłącznie dla formuł wyścigowych, później także dla samochodów turystycznych.

## Historia
Puchar powstał w 1963 roku z inicjatywy członków Polskiego Związku Motorowego, Lecha Tulaka i Jerzego Jankowskiego. Z założenia miał ujednolicić wyścigi samochodowe w krajach socjalistycznych. Każda z eliminacji odbywała się w jednym z krajów rywalizujących w pucharze. Początkowo uczestniczyli w nim kierowcy z Polski, Węgier i NRD; pierwszym mistrzem zostali Heinz Melkus i drużyna NRD. W latach 60. dołączyli kierowcy z Czechosłowacji i ZSRR, a w latach 70. w pucharze rozpoczęli rywalizację również Bułgarzy i Rumuni. Istotą pucharu był brak prywatnych zespołów, zamiast których istniały zespoły narodowe.
Przepisy zawodów zmieniały się w upływem lat. W latach 1963–1964 wyścigi były rozgrywane według przepisów Formuły Junior (poj. do 1100 cm³), a następnie – Formuły 3 (poj. do 1000 cm³), przez co w rywalizacji brały udział m.in. wyposażone w silniki Coswortha Lotusy i De Sanctisy. W 1972 roku wprowadzono przepisy nowej Formuły Wostok, według której silniki musiały mieć pojemność 1300 cm³. W roku 1973 po raz pierwszy uczestniczyły w pucharze samochody turystyczne o poj. 1600 cm³; w 1976 roku pojemność ograniczono do 1300 cm³ i większość kierowców używała Ład.
W połowie lat 80. większość samochodów Formuły Wostok było wyposażonych w zmodyfikowane silniki WAZ-21011 o mocy maksymalnej 90 KM, zdolnej rozwinąć prędkość 220 km/h. W 1989 roku Formułę Wostok zastąpiono Formułą Mondial (poj. 1600 cm³). Zrezygnowano także z organizacji Pucharu Narodów, a w celu propagacji cyklu dopuszczono do rywalizacji kierowców spoza krajów socjalistycznych. Nie przyniosło to spodziewanych efektów i po 1990 roku puchar upadł.

## Mistrzowie
| Sezon | Formuła wyścigowa   | Formuła wyścigowa | Samochody turystyczne | Samochody turystyczne |
|       | Kierowca            | Drużyna narodowa  | Kierowca              | Drużyna narodowa      |
| ----- | ------------------- | ----------------- | --------------------- | --------------------- |
| 1963  | Heinz Melkus        | NRD               | nie rozgrywano        | nie rozgrywano        |
| 1964  | Jerzy Jankowski     | NRD               | nie rozgrywano        | nie rozgrywano        |
| 1965  | Heinz Melkus        | NRD               | nie rozgrywano        | nie rozgrywano        |
| 1966  | Heinz Melkus        | NRD               | nie rozgrywano        | nie rozgrywano        |
| 1967  | Heinz Melkus        | NRD               | nie rozgrywano        | nie rozgrywano        |
| 1968  | Miroslav Fousek     | ?                 | nie rozgrywano        | nie rozgrywano        |
| 1969  | Vladimír Hubáček    | Czechosłowacja    | nie rozgrywano        | nie rozgrywano        |
| 1970  | Vladislav Ondřejík  | Czechosłowacja    | nie rozgrywano        | nie rozgrywano        |
| 1971  | Klaus-Peter Krause  | NRD               | nie rozgrywano        | nie rozgrywano        |
| 1972  | Heinz Melkus        | Czechosłowacja    | nie rozgrywano        | nie rozgrywano        |
| 1973  | Albín Patlejch      | NRD               | Andrzej Wojciechowski | Czechosłowacja        |
| 1974  | Karel Jílek         | Czechosłowacja    | Jaroslav Bobek        | Czechosłowacja        |
| 1975  | Madis Laiv          | Czechosłowacja    | Milan Žid             | Czechosłowacja        |
| 1976  | Jiří Červa          | Czechosłowacja    | Milan Žid             | Czechosłowacja        |
| 1977  | Karel Jílek         | Czechosłowacja    | Oldřich Brunclik      | Czechosłowacja        |
| 1978  | Ulli Melkus         | NRD               | Vlastimil Tomášek     | ZSRR                  |
| 1979  | Václav Lim          | Czechosłowacja    | Vlastimil Tomášek     | Czechosłowacja        |
| 1980  | Ulli Melkus         | Czechosłowacja    | Miroslav Heřman       | Czechosłowacja        |
| 1981  | Jiří Moskal         | NRD               | Petr Samohýl          | ZSRR                  |
| 1982  | Jan Veselý          | Czechosłowacja    | Vlastimil Tomášek     | Czechosłowacja        |
| 1983  | Ulli Melkus         | NRD               | Aleksiej Grigorjew    | ZSRR                  |
| 1984  | Ulli Melkus         | NRD               | Vlastimil Tomášek     | Czechosłowacja        |
| 1985  | Ulli Melkus         | Czechosłowacja    | Vlastimil Tomášek     | Czechosłowacja        |
| 1986  | Václav Lim          | NRD               | Vlastimil Tomášek     | Czechosłowacja        |
| 1987  | Toomas Napa         | ZSRR              | Petr Bold             | ZSRR                  |
| 1988  | Wiktor Kozankow     | ZSRR              | Aleksiej Grigorjew    | ZSRR                  |
| 1989  | Wiktor Kozankow     | ZSRR              | Jurij Kacaj           | ZSRR                  |
| 1990  | Aleksandr Potiechin | nie rozgrywano    | Josef Michl           | nie rozgrywano        |